# General La Madrid partido
General La Madrid egy partido (körzet) Argentínában a Buenos Aires tartományban. A fővárosa General La Madrid.

## Települések
| - General La Madrid - La Colina - Líbano - Las Martinetas | - Pontaut - Lastra - Quilcó |